# Abadía de Graville

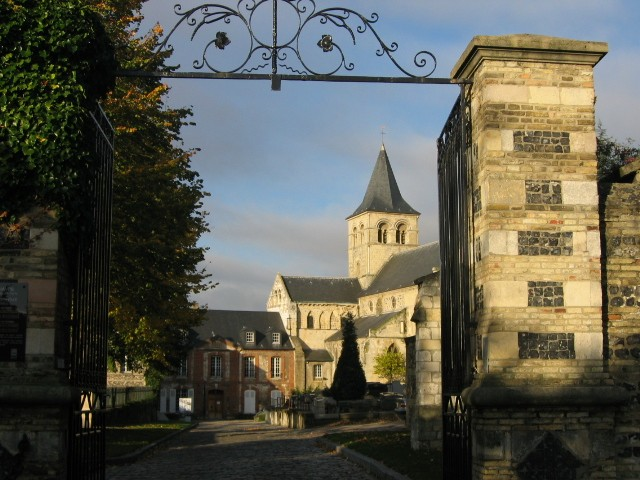
Abadía de Graville.

La abadía de Graville pertenece a la aglomeración urbana de la ciudad francesa de El Havre desde 1919.
Está dedicada a santa Honoria de la que no se conoce gran cosa. Según parece, recibió sepultura en un primer momento en la diócesis de Bayeux y más tarde su cuerpo fue trasladado hasta Graville. En el siglo IX, ante la amenaza de los vikingos, sus reliquias fueron trasladadas a Conflans-Sainte-Honorine, dentro de la región de la Isla de Francia. En 1867, se redescubrió el sarcófago en la iglesia del priorato de Graville, según figura en algunas fuentes escritas cerca del año 1200. Dependía por entonces de la colegiata agustiniana de Sainte-Barbe-en-Auge, en la actual región de Calvados.
El conjunto de los edificios se encuentra sobre un acantilado, dominando el estuario del Sena. En la zona sur se encuentra el antiguo edificio del convento, transformado en museo, así como el claustro (siglos XIII-XVIII). La iglesia está considerada como monumento histórico desde 1850 y mide 47,5 metros. La nave y el transepto son de estilo románico, mientras que el coro se construyó con posterioridad (siglo XIII) y se reformó en el siglo XIX.
El constrúctor de la Abadía fue el señor de Graville y barón d'Eye, Guillaume Nolasque de Graville (en español: Guillermo Nolasco de Graville), un noble de Francia, del que descienden los marqueses de Torre Soto de Briviesca.